# الدلتية
الدلتية تقع في مدينة العسيلات

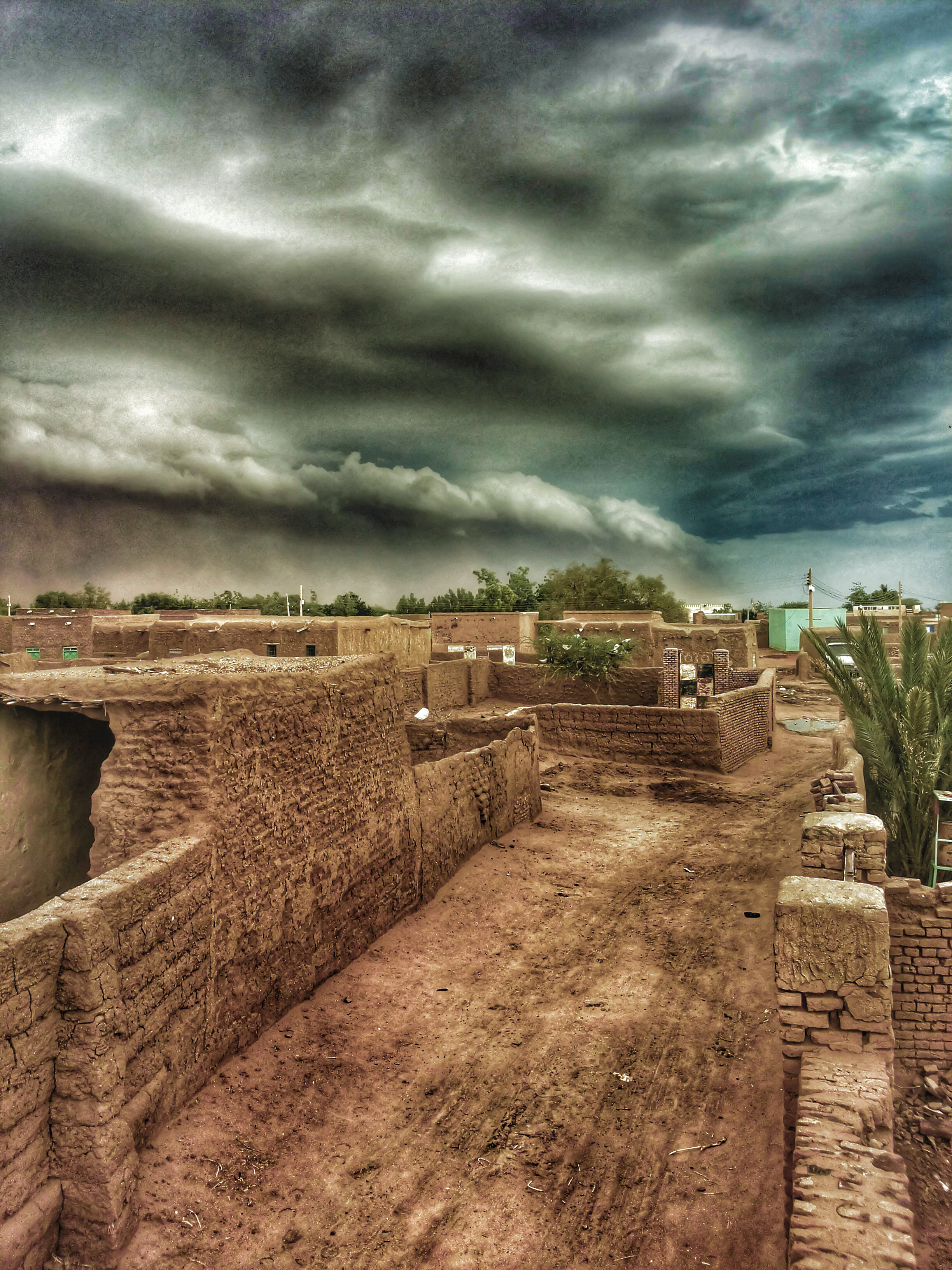

على محلة شرق النيل وعلى العاصمة السودانية الخرطوم
بها عدة فرق مثل (ابوعيش، الدبة، ال قدور، ال يونس، ال عمارة(الطيب)، المنصوراب، البلولاب، ابضينة، ال ادريس)
وتعد الدلتية أكبر القرى في العسيلات كما أن منها الزعيم الحاج الطاهر المنصور الذي كان زعيم العسيلات.